# Tubaecum
× Tubaecum, (abreviado Tbcm) en el comercio, es un híbrido intergenérico entre los géneros de orquídeas Angraecum × Tuberolabium. Fue publicado en Orchid Rev. 87(1036) cppo: 8 (1979).